# Tumlin-Węgle
Tumlin-Węgle – wieś w Polsce położona w województwie świętokrzyskim, w powiecie kieleckim, w gminie Zagnańsk.
| SIMC    | Nazwa     | Rodzaj     |
| ------- | --------- | ---------- |
| 0280070 | Jaworznia | przysiółek |

W latach 1975–1998 miejscowość należała administracyjnie do województwa kieleckiego.
Przez wieś przechodzi  Główny Szlak Świętokrzyski im. Edmunda Massalskiego z Gołoszyc do Kuźniaków.

## Historia
Początki osady sięgają XI w. Należała do biskupów krakowskich. W XVI w. rozwinęło się wokół niej górnictwo miedzi.

## Zabytki
- kościół parafialny pw. św. Stanisława z 1599 r., przebudowany w XVII w., wpisany do rejestru zabytków nieruchomych (nr rej.: A.475 z 2.10.1956 i z 15.02.1967)[6]
- cmentarz parafialny (nr rej.: A.476 z 14.05.1992)[6]
- krzyż misyjny z 1826 r.
- na szczycie Góry Grodowej (399 m n.p.m.), zachowały się resztki kamiennych wałów otaczających istniejący tu kiedyś pogański ośrodek kultowy.